# Jiří Stráský
Jiří Stráský, ou Jiri Strasky, est un ingénieur civil tchèque spécialisé dans la construction de ponts, professeur d'université, né à Brno le 8 mars 1946.

## Biographie
Il est diplômé de l'Université des technologies de Brno et docteur en sciences diplômé par l'Académie tchèque des sciences.
Il a commencé sa carrière en 1969 au Bureau d'études Dopravní stavby, Olomouc. Entre 1991 et 1994, il est chef de projet dans le bureau d'études de Tung-Yen Lin, à San Francisco.
En 1991, il a participé à la fondation du bureau d'études Stráský, Hustý a partneři (Stráski, Husty and Partners) à Brno dont il est directeur technique. Il travaille aussi comme ingénieur conseil indépendant aux États-Unis et au Canada. Il est professeur de béton précontraint à l'Université des technologies de Brno.
Prix Albert-Caquot 2013.

## Quelques ouvrages
- Pont à haubans sur l'Orange Canal, au Brésil.
- Pont à haubans au-dessus la gare de Bohumín, République tchèque.
- Pont suspendu auto-ancré au-dessus de l'Èbre, Espagne.
- Passerelle haubanée de Delta Ponds ou Peter DeFazio au-dessus de la rivière Willamette, Eugene, Oregon[1].
- Passerelle haubanée de Bohumín au-dessus de l'autoroute D47.
- Pont en béton précontraint no 206 pour l'autoroute D1, Považská Bystrica, Slovaquie.
- Pont suspendu sur la rivière Elbow, à Calgary[2].
- Harbor Drive Bridge à San Diego, Californie.
- Passerelle suspendue à Eugene, Oregon.
- Pont à haubans de l'autoroute D1, au-dessus de l'Oder et du lac d'Antošovice[3].
- Réhabilitation du St.Johns Bridge, à Portland, Oregon[4].
- McKenzie River Bridge, Eugene, Oregon[5].
- Passerelle franchissant la Swiss Bay, Vranov nad Dyjí[6]
- Ponts caténaires de Golf Cart, Rancho Santa Fe, comté de San Diego[7].
- Willamette River Bridge, Eugene, Oregon[8].
- Passerelle au-dessus du boulevard McLoughlin, Portland, Oregon[9].
- Pont en arc sur la voie rapide 52 près de Bratčice[10].

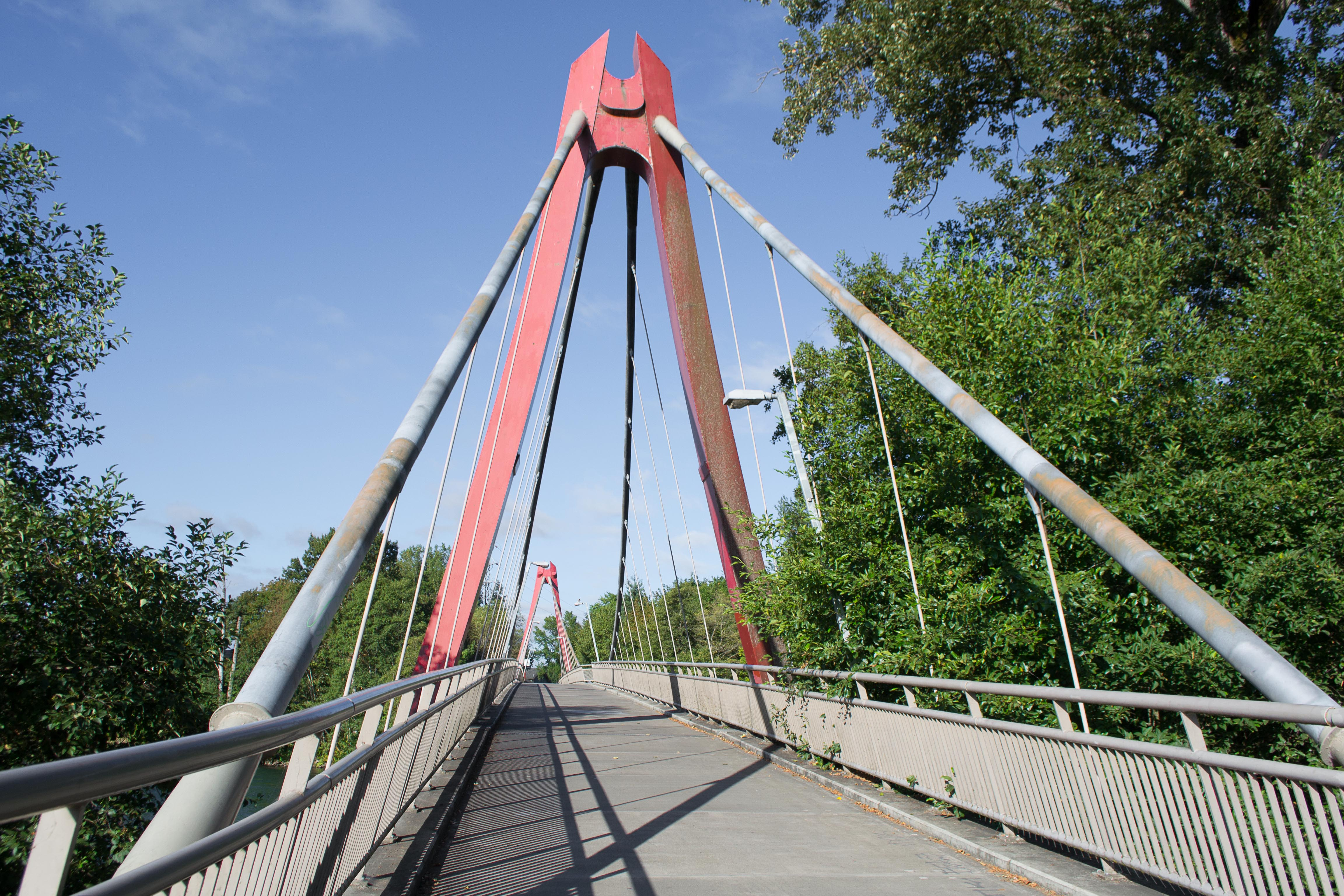
Peter DeFazio Bridge, Eugene, Oregon
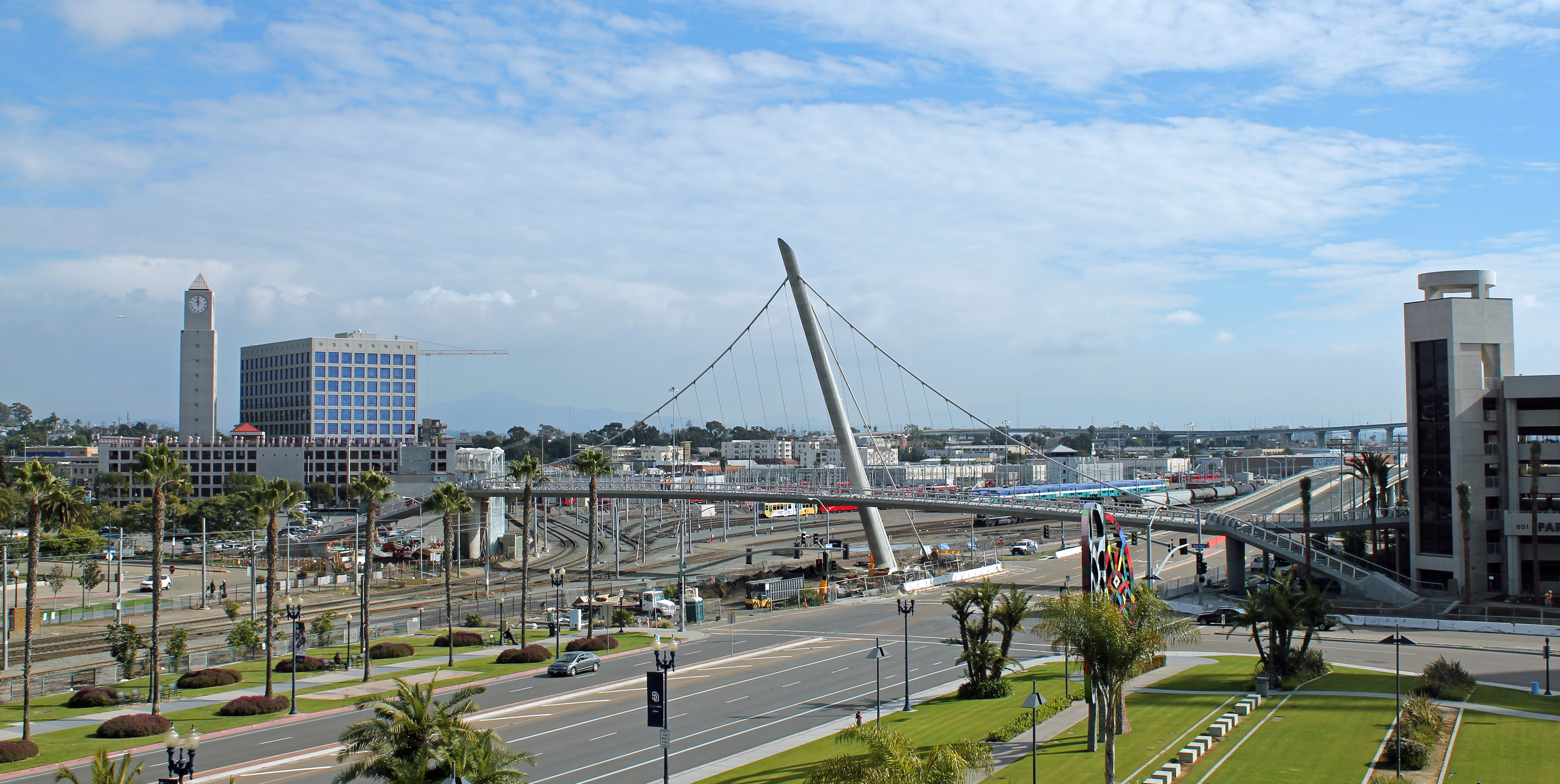
Harbor Drive Pedestrian Bridge, San Diego
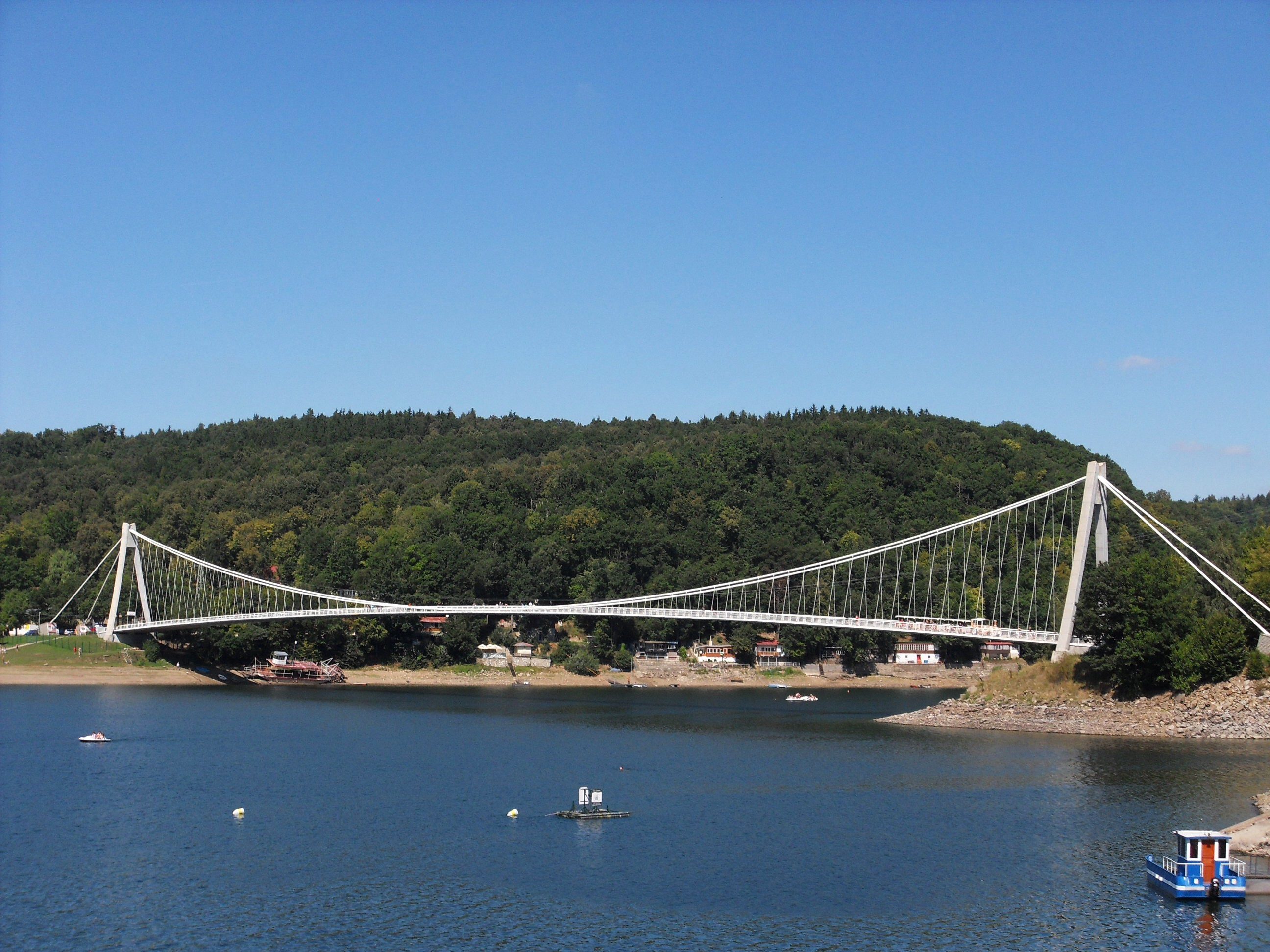
Passerelle sur la Swiss Bay, Vranov nad Dyjí
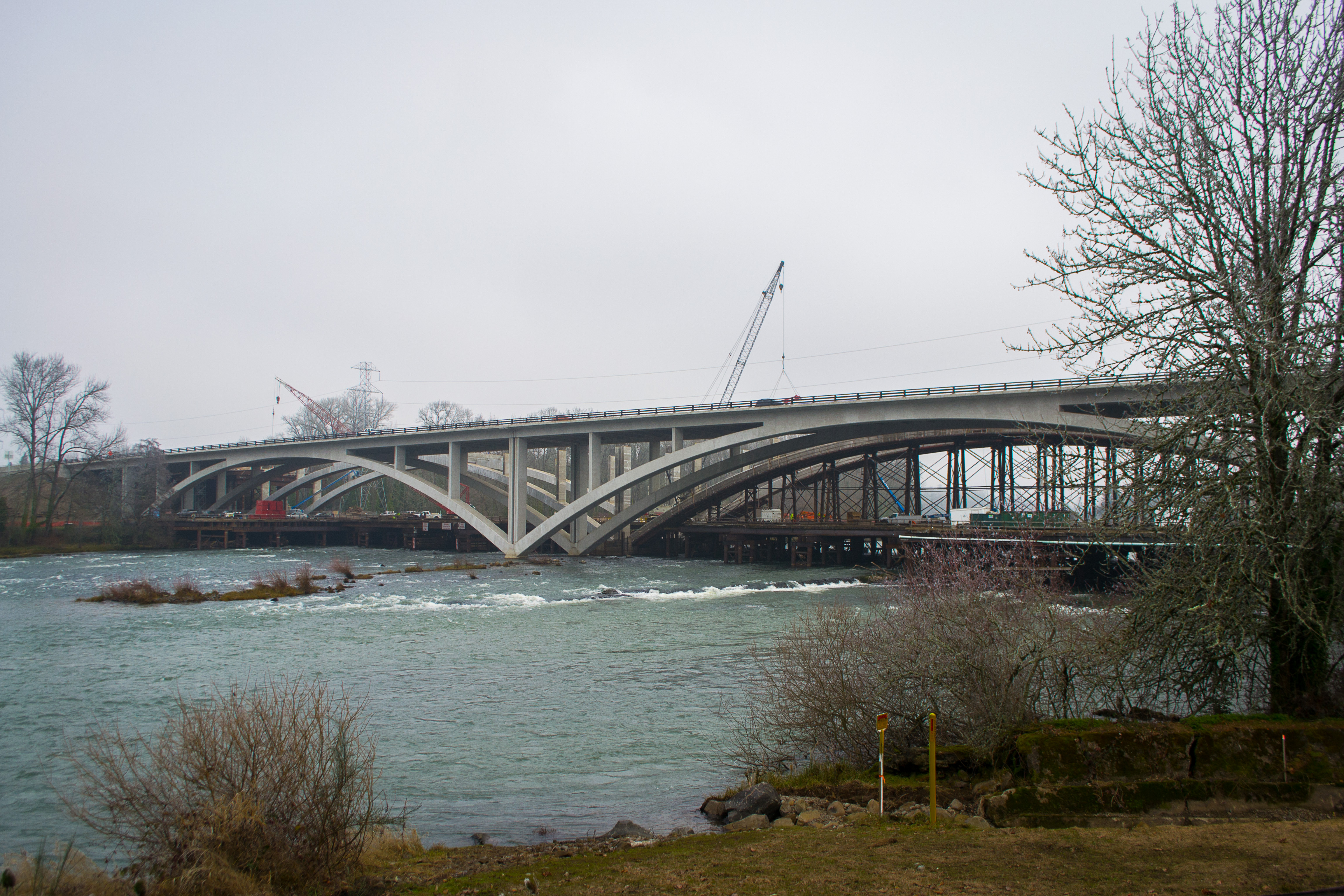
Willamette River Bridge, Eugene
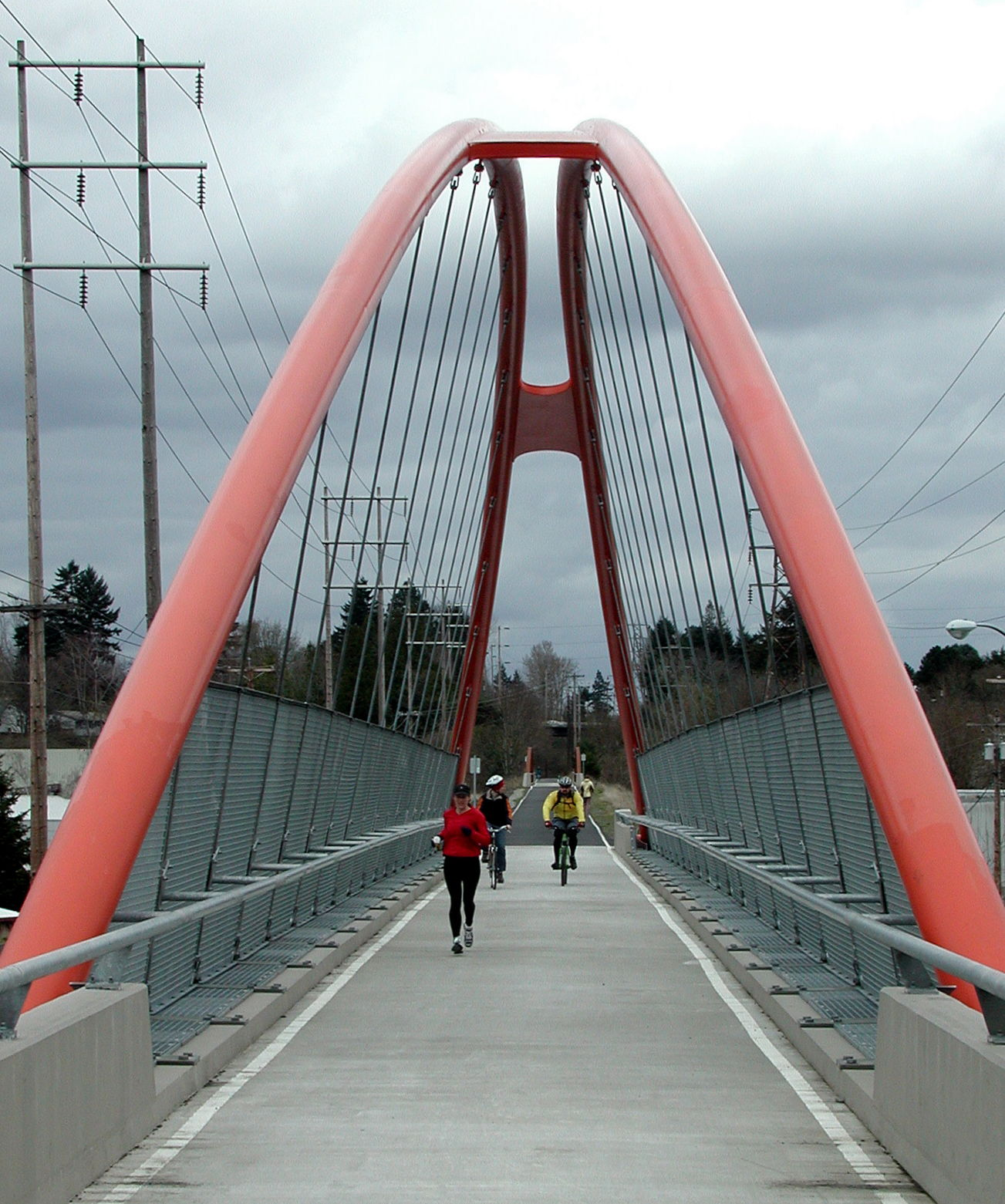
Passerelle au-dessus du boulevard McLoughlin, Portland

## Publication
- Stress Ribbon and Cable-supported Pedestrian Bridges, ICE Publishing, Londres, 2011 (2e édition)  (ISBN 978-0-727741462)
- avec Miroslav Korenek, Short Span Segmental Bridges in Czechoslovakia, p. 106-132, PCI Journal, janvier/février 1986, volume 31, no 1 (lire en ligne)